# Uapaca
Uapaca es un género de plantas con flores perteneciente a la familia Phyllanthaceae y único género de la tribu  Uapaceae. El género se encuentra en el África tropical. Comprende 85 especies descritas y de estas, solo 50 aceptadas.

## Taxonomía
El género fue descrito por Henri Ernest Baillon y publicado en Étude générale du groupe des Euphorbiacées 595. 1858. La especie tipo es: Uapaca thouarsii Baill.

## Especies aceptadas
A continuación se brinda un listado de las especies del género Uapaca aceptadas hasta noviembre de 2014, ordenadas alfabéticamente. Para cada una se indica el nombre binomial seguido del autor, abreviado según las convenciones y usos.	
- Uapaca acuminata (Hutch.) Pax & K.Hoffm.
- Uapaca ambanjensis Leandri
- Uapaca amplifolia Denis
- Uapaca angustipyrena De Wild.
- Uapaca benguelensis Müll.Arg.
- Uapaca betamponensis Leandri
- Uapaca bojeri Baill.
- Uapaca bossenge De Wild.
- Uapaca brevipedunculata De Wild.
- Uapaca brieyi De Wild.
- Uapaca casteelsii De Wild.
- Uapaca chevalieri Beille
- Uapaca corbisieri De Wild.
- Uapaca densifolia Baker
- Uapaca ealaensis De Wild.
- Uapaca ferrarii De Wild.
- Uapaca ferruginea Baill.
- Uapaca goossensii De Wild.
- Uapaca gossweileri Hutch.
- Uapaca guineensis Müll.Arg.
- Uapaca heudelotii Baill.
- Uapaca katentaniensis De Wild.
- Uapaca kibuatii De Wild.
- Uapaca kirkiana Müll.Arg.
- Uapaca le-testuana A.Chev.
- Uapaca lebrunii De Wild.
- Uapaca littoralis Denis
- Uapaca louvelii Denis
- Uapaca macrostipulata De Wild.
- Uapaca mangorensis Leandri
- Uapaca multinervata De Wild.
- Uapaca nitida Müll.Arg.
- Uapaca nymphaeantha Pax & K.Hoffm.
- Uapaca paludosa Aubrév. & Leandri
- Uapaca pilosa Hutch.
- Uapaca prominenticarinata De Wild.
- Uapaca pynaertii De Wild.
- Uapaca rivularis Denis
- Uapaca robynsii De Wild.
- Uapaca rufopilosa (De Wild.) P.A.Duvign.
- Uapaca samfii De Wild.
- Uapaca sansibarica Pax
- Uapaca silvestris Leandri
- Uapaca staudtii Pax
- Uapaca stipularis Pax & K.Hoffm.
- Uapaca thouarsii Baill.
- Uapaca togoensis Pax
- Uapaca vanderystii De Wild.
- Uapaca vanhouttei De Wild.
- Uapaca verruculosa De Wild.